# 반탁전국학생연맹
반탁전국학생연맹(일명 반탁학련) 또는 전국학생총연맹(일명 전국학련)은 1945년 12월 모스크바 삼상회의가 결정되자 신탁통치를 반대하는 목적으로 1946년 7월 31일 서울에서 결성한 우익학생단체다.
반탁학생연맹은 뒤에 전국학생총연맹으로 개편되어 1946년 7월 31일 전국학생총연맹으로 개편 결성되었다. 이날 결성때 이승만, 조소앙, 김성수, 정인보 등이 참석하여 격려사와 축사를 하였다. 이승만과 김구는 이들을 믿음직한 청년단체의 하나로 보고 반탁학련을 아끼고 소속원들을 격려하기도 했다.
청년 학생단체의 대표들이  체포되면 김구와 조소앙은 수도경찰청 청장 장택상에게 전화를 걸어 청년단체 소속원들을 석방시켰다. 이들 단체에 대한 자금은 김성수가 지원했는데 "인촌의 주머니가 이철승(대표자)의 주머니"라는 속설도 돌았다고 한다.
단체의 대표자였던 이철승은 새벽이면 김성수 댁을 들렀다가 전용순 댁, 김구의 경교장, 조소앙 댁, 신익희 댁이 있는 한미호텔을 순방하였으며, 정인보, 엄항섭, 장덕수, 김도연, 이선근, 박순천, 김활란, 임영신 등의 지원이 있었다.

## 같이 보기
- 이철승
- 김두한
- 대한민주청년동맹
- 조선민족청년단
- 신익희
- 조병옥
- 이승만
- 김구
- 김성수